# Heriberta Joeris
Heriberta Joeris SSpS (* 25. Februar 1877 in Karken; † 18. März 1943 in der Bismarcksee) war eine deutsche römisch-katholische Ordensfrau, Missionsschwester und Märtyrin.

## Leben
Katharina Joeris wuchs als Tochter eines Landwirts bei Heinsberg an der holländischen Grenze auf. Am 26. Mai 1903 trat sie im Alter von 26 Jahren in Steyl in das Missionshaus St. Michael der Steyler Missionare und der Steyler Missionsschwestern ein. Am 8. Dezember 1903 begann sie das Noviziat unter dem Ordensnamen Heriberta (nach Heribert von Köln). Am 18. Juni 1905 legte sie ihre Ersten Gelübde ab. Vom 23. Mai bis zum 13. Juli 1907 reiste sie mit anderen in die Papua-Neuguinea-Mission, wo sie in der Station Alexishafen am 15. August 1912 die Ewigen Gelübde ablegte. Von 1919 bis 1926 war sie in der Missionsstation Wewak Hausoberin, dann bis 1932 Regionalassistentin, bis 1935 Hausoberin auf Tumleo Island und ab 1937 Oberin auf Kairiru Island. Nach der Besetzung von Papua-Neuguinea durch japanische Invasionstruppen 1942 wurde sie am 18. März 1943 zusammen mit Bischof Josef Lörks und zahlreichen weiteren Missionaren und Ordensschwestern auf dem Zerstörer Akikaze hingerichtet und ins Meer geworfen.

## Gedenken
Die Römisch-katholische Kirche in Deutschland hat Schwester Heriberta Joeris als Märtyrin in das deutsche Martyrologium des 20. Jahrhunderts aufgenommen.